# St. Stephanus (Schermcke)

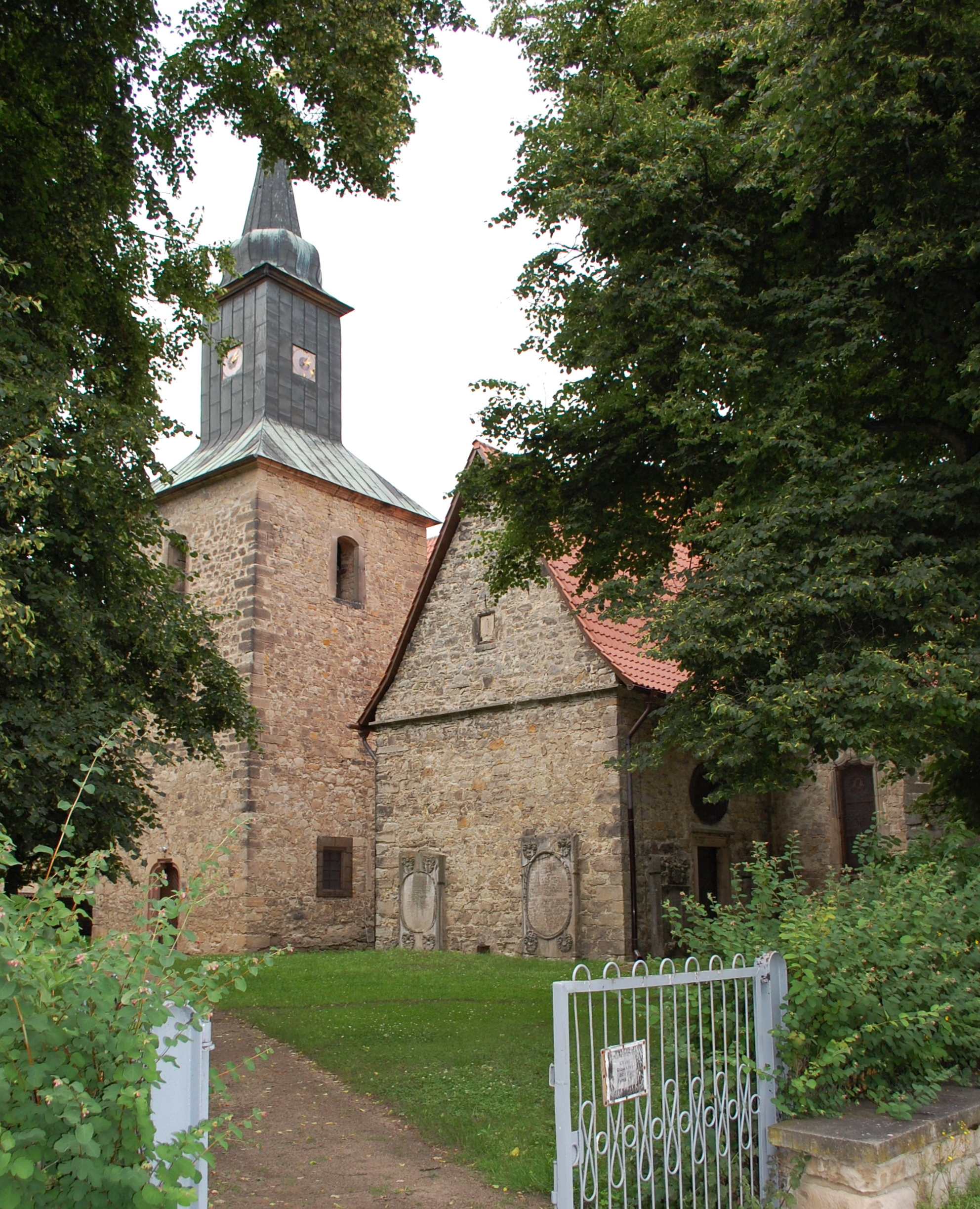
St. Stephanus, Schermcke

Die St. Stephanus-Kirche ist die evangelische Kirche des zur Stadt Oschersleben (Bode) gehörenden Dorfes Schermcke in Sachsen-Anhalt.
Sie gehört zum Kirchenkreis Egeln der Evangelischen Kirche in Mitteldeutschland.

## Architektur und Geschichte
Die Kirche entstand in der Zeit um 1560 an der Stelle eines mittelalterlichen Vorgängerbaus als Gründung der Herren von der Asseburg. Dabei wurde der aus dem späten 15. Jahrhundert stammende Kirchturm einbezogen. Er befindet sich auf der Südseite des Schiffs. Der Helm des Turms wurde im Jahr 1727 in heutiger Form errichtet. Er ruht auf einem quadratischen, mit Schiefer verkleideten Aufsatz und ist als kleine geschweifte Haube gestaltet, auf der sich eine kleine schlanke Spitze befindet.
In den Turm führt ein mit einer Stabwerkrahmung versehenes Portal. Die Kirchenfenster am Schiff und im Chor sind gleichfalls in spätgotischen Formen ausgeführt und sind als Vorhangbögen gestaltet. Der Chor schließt polygonal ab und ist mit wuchtigen Strebepfeilern versehen. Auf der Südseite ist eine Herrschaftsloge angefügt.
Das Kircheninnere ist mit einer flachen Holztonnendecke überspannt. Die Apsis ist fünfseitig ausgeführt und durch einen gedrückten Rundbogen vom langgestreckten Kirchenschiff abgeteilt. Im Kircheninneren besteht eine dreiseitige Empore, auf deren westlicher Seite sich eine Orgel befindet. Der in der Kirche befindliche Taufstein entstand in der zweiten Hälfte des 19. Jahrhunderts.
Altar und Kanzel der Kirche stammen noch aus der Bauzeit. Sie sind reich mit Schnitzwerk versehen. Die Altarwangen sind mit Masken, Beschlagwerk und Fruchtgehängen verziert. Die Bekrönung erfolgt durch Christus Salvator. Die gedrehten Säulen wurden in der Zeit des Barock hinzugefügt. Die Altarbilder wurden 1575 von Adam Offinger geschaffen. Sie zeigen Abendmahl, Kreuzigung, und Gnadenstuhl. In den Altarwangen sind die Opferung Isaaks und die Eherne Schlange dargestellt. Am Kanzelkorb sind Evangelisten zu sehen, wobei Matthäus fehlt. Die Orgel ist ein Werk der Firma Knauf & Sohn aus dem Jahr 1895 mit 16 Registern auf zwei Manualen und Pedal.
In der Kirche befinden sich mehrere Grabdenkmäler der Familie von Asseburg, so an der nördlichen Wand die Grabsteine des 1583 verstorbenen Friedrich von der Asseburg und der 1599 verstorbenen Clara von der Asseburg.
Die Herrschaftsloge ist mit einem 1603 in Form eines Triptychons geschaffenes Epitaph im Stil der Renaissance. Es erinnert in seiner Gestaltung an ein Epitaph der Familie von der Asseburg im Magdeburger Dom. In einer geschnitzten Umrahmung befinden sich in Schermcke drei, vermutlich von C. D. Fischer geschaffene Gemälde. Links ist der 1633 verstorbene Ludwig von der Asseburg mit den Söhnen, in der Mitte das Weltgericht, rechts seine bereits 1623 verstorbene Ehefrau Anna von Westfal mit den Töchtern.
Vier weitere Grabsteine befinden sich außen an der Herrschaftsloge. Dabei handelt es sich um die Steine der 1675 verstorbenen Margarete von der Asseburg und der 1676 verstorbenen Helene Maria von der Asseburg. Ein ovales Schriftfeld ist von vier Wappen in den Ecken umgeben. Der Grabstein der im Jahr 1700 verstorbenen Bengina, geborene Guntherin verfügt über ein rundes Schriftfeld über dem sich von Engeln gehaltene Wappen befinden. Der vierte Grabstein nennt die 1763 verstorbene Elisabeth Dorothea Watterin.
Im örtlichen Denkmalverzeichnis ist die Kirche unter der Erfassungsnummer 094 97520 als Baudenkmal eingetragen.